# Phyllidiella rosans
Phyllidiella rosans is een slakkensoort uit de familie van de Phyllidiidae. De wetenschappelijke naam van de soort is voor het eerst geldig gepubliceerd in 1873 door Bergh.